# Carlos Fernando Enciso Christiansen
Carlos Fernando Enciso Christiansen (Montevideo, 23 d'agost de 1967) és un polític uruguaià pertanyent al Partit Nacional. Integra el sector Correntada Wilsonista. És l'actual intendent del departament de Florida.

## Biografia
Va cursar els seus estudis primaris i secundaris al Col·legi del Sagrat Cor (ex Seminari) de Montevideo i a l'escola San Javier i al liceu 1 de Tacuarembó. Va realitzar fins a tercer any de la Llicenciatura en Relacions Internacionals.
Entre 1985 i 1990 va ser assessor en polítiques de la joventut del diputat pel departament de Florida, Carlos Fresia. Entre 1987 i 1990 va ser funcionari de la redacció del setmanari "La Democracia". Entre 1990 i 1999 va ser assessor en polítiques de joventut del Ministeri d'Educació i Cultura de l'Uruguai. De 1999 a 2000 va ser assessor dels directors de l'Administració Nacional de Telecomunicacions (ANTEL), Andrés Arocena i Daniel Costa. Entre 2000 i 2005 va ser director del departament de Relacions Públiques, Premsa i Turisme i Secretari General altern de la Intendència Municipal de Florida, a més de secretari privat de l'intendent Andrés Arocena. El 2004 va ser elegit com a representant nacional pel departament de Florida per al període 2005-2010. El 2009 va ser reelegit com a diputat per Florida.
Durant les eleccions departamentals i municipals de maig de 2010 va ser elegit com a Intendent de Florida. El Partit Nacional va obtenir 21.168 vots enfront de 20.916 del Front Ampli. Tot i que individualment el candidat a intendent més votat va ser l'oficialista Juan Francisco Giachetto (Front Ampli), amb 18.349 vots, Enciso, que va obtenir 15.488 vots, va guanyar amb l'aportació dels altres dos candidats nacionalistes, Germán Fierro (2.974 vots) i Hermógenes Fernández (2.602 vots).